# Сабріна Карпентер
Сабрíна Éннлінн Кáрпентер (англ. Sabrina Annlynn Carpenter; нар. 11 травня 1999, Квакертаун, Пенсільванія, Сполучені Штати) — американська акторка, співачка та фотомодель.

## Біографія
Сабріна Еннлінн Карпентер народилася 11 травня 1999 року в регіоні Лігай-Веллі, місто Квакертаун, штат Пенсільванія, Сполучені Штати. Вона посіла третє місце в конкурсі, проведеним співачкою Майлі Сайрус «The Next Miley Cyrus Project». Також знаменита своєю роллю Маї Харт у серіалі каналу Дісней «Дівчина пізнає світ». Сабріна має дві старші сестри Шеннон і Сара Карпентери.

## Кар'єра
Перша роль Карпентер на телебаченні була 2011 року на каналі NBC у серіалі «Закон і порядок: Спеціальний корпус», вона грала жертву зґвалтування Полу. Приблизно того ж року вона виступала в прямому ефірі на китайському телебаченні Hunan Broadcasting System для фестивалю Gold Mango Audience. Карпентер виконала пісню Етти Джеймс «Something's Got A Hold On Me» у стилі Крістіни Агілери з фільму Бурлеск. Через два роки Сабріну запросили на епізодичну роль у серіалі каналу Fox «Ігри Гудвіна», де вона зіграла молоду Хлою, ще на постійну роль у серіалі каналу Дісней «Гуллівер Квінн» у ролі Айріс, і в пілотній серії каналу ABC «Непрофесіонал» у ролі Гарпер. І була провідною танцівницею в Just Dance Kids 2.
Сабріна грала Меррін Вільямс у 13 років у фільмі «Роги». Також записала пісню «Smile» для мультфільму «Феї». Її пісня «All You Need» стала саундтреком до мультфільму «Софія Прекрасна», в якому вона озвучувала принцесу Вівіан.
У січні 2013 року була запрошена в серіал каналу Дісней «Історії Райлі» на роль Маї Гарт. Серіал є продовженням серіалу «Хлопець пізнає світ» 1993-2000 року, який йшов на каналі ABC.
Крім акторської кар'єри, Сабріна займалася співом, 14 березня на радіостанції каналу Дісней «Radio Disney» випустили дебютний сингл «Can't Blame A Girl For Trying», а того ж дня його випустили на iTunes. Пісня є заголовною піснею з її першого EP, який випустили 8 квітня і який добре сприйняла публіка. Карпентер випустила саундтрек до серіалу «Історії Райлі» під назвою «Take On The World», у записі якого взяла участь Ровен Бланчард. Сабріна записала пісню «Stand Out» для фільму каналу Дісней «Як створити ідеального хлопця», прем'єра фільму відбулася 20 липня 2014 року. 20 липня 2014 року Еннлінн взяла участь у записі кавер-версії пісні «Do You Wanna Build A Snowman» з акторами каналу Дісней. У січні 2015 року було оголошено, що Сабріна Карпентер і Софія Карсон будуть зніматися у фільмі «Подальші пригоди няні». Фільм заснований на схожому фільмі «Пригоди няні», який вийшов ще в 1987 році.
22 лютого 2015 року Сабріна оголосила про вихід дебютного альбому під назвою «Eyes Wide Open», першим синглом стала пісня «We'll Be The Stars», реліз синглу відбувся 13 січня 2015 року. Альбом спочатку мав вийти 21 квітня, але дата виходу була перенесена й альбом вийшов 14 квітня 2015 року.
Другий студійний альбом під назвою Evolution вийшов 14 жовтня 2016 року. Його дебютним синглом стала пісня «On Purpose».
6 червня 2018 року вийшла нова пісня Сабріни «Almost Love», яка стала лідсинглом на підтримку третього студійного альбому Singular: Act I. Вперше пісню було виконано 2 червня на фестивалі «Wango Tango».
2 червня 2023 року Карпентер було оголошено, що виконавиця відкриватиме 8 концертів Тейлор Свіфт під час її латиноамериканського етапу The Eras Tour, початок якого було заплановано на серпень 2023 року..
У 2024 році випустила сингли «Espresso» і «Please Please Please».

## Особисте життя
З 2020 по 2021 рік Карпентер перебувала у стосунках з актором Джошуа Бассеттом. З кінця 2023 року до грудня 2024 року зустрічалась з ірландським актором Баррі Кіоганом.

## Дискографія
- Eyes Wide Open (2015)
- Evolution (2016)
- Singular: Act I (2018)
- Singular: Act II (2019)
- Emails I Can't Send (2022)
- Short n' Sweet (2024)

## Концертні тури

### Гедлайнер
- Evolution Tour (2016—2017)[9]
- The De-Tour (2017)[10]
- Singular Tour (2019)[11]
- Emails I Can't Send Tour (2022—2023)[12]
- Short n' Sweet Tour (2024—2025)[13]

### Відкриваючий виступ
- Аріана Гранде — Dangerous Woman Tour (2017)[14]
- The Vamps — Middle of the Night Tour (2017)[15]
- Тейлор Свіфт — The Eras Tour (2023—2024)

## Фільмографія

### Фільми
| Рік  | Назва українською                      | Оригінальна назва                           | Роль                  |
| ---- | -------------------------------------- | ------------------------------------------- | --------------------- |
| 2012 | Нуби                                   | Noobz                                       | Брітні                |
| 2013 | Роги                                   | Horns                                       | юна Мерріан           |
| 2018 | Ненависть, яку ви породжуєте           | The Hate U Give                             | Гейлі                 |
| 2019 | Коротка історія про довгий шлях        | The Short History of the Long Road          | Нола                  |
| 2019 | Висока дівчина                         | Tall Girl                                   | Гарпер Крейман        |
| 2020 | Зроби це                               | Work It                                     | Квінн Акерман         |
| 2020 | Хмари                                  | Clouds                                      | Саманта «Семмі» Браун |
| 2022 | Висока дівчина 2                       | Tall Girl 2                                 | Гарпер Крейман        |
| 2022 | Надзвичайна ситуація                   | Emergency                                   | Медді                 |
| 2024 | Безглузде Різдво із Сабріною Карпентер | A Nonsense Christmas with Sabrina Carpenter | сама себе             |

### Телебачення
| Рік        | Назва українською                   | Оригінальна назва                 | Роль                    |
| ---------- | ----------------------------------- | --------------------------------- | ----------------------- |
| 2011       | Закон і порядок: Спеціальний корпус | Law & Order: Special Victims Unit | Паула                   |
| 2012       | Фінеас і Ферб                       | Phineas and Ferb                  | дівчина (голос)         |
| 2013—2018  | Софія Прекрасна                     | Sofia the First                   | принцеса Вівіан (голос) |
| 2013       | Ігри Гудвіна                        | The Goodwin Games                 | юна Хлоя Ґудвін         |
| 2013       | Помаранчевий — хіт сезону           | Orange Is the New Black           | Джессіка Ведж           |
| 2013       | Остін і Еллі                        | Austin & Ally                     | Люсі                    |
| 2014—2017  | Історії Райлі                       | Girl Meets World                  | Майя Гарт               |
| 2016       | Вондер Тут і Там                    | Wander Over Yonder                | Мелоді (голос)          |
| 2016       |                                     | Walk the Prank                    | сама себе               |
| 2016       | Пригоди няні                        | Adventures in Babysitting         | Дженні Паркер           |
| 2016— 2019 | Закон Майла Мерфі                   | Milo Murphy's Law                 | Мелісса Чейз (голос)    |
| 2017       | Я Луна                              | Soy Luna                          | сама себе               |
| 2018       | Міккі та круті перегони             | Mickey and the Roadster Racers    | Ніна Гліттер (голос)    |
| 2020       | Підстава                            | Punk'd                            | сама себе               |
| 2020       | Роялті                              | Royalties                         | Бейлі Руж               |
| 2024       | Суботнього вечора в прямому ефірі   | Saturday Night Live               | сама себе               |

## Нагороди
На 67-й церемонії музичної премії Ґреммі 2025 року отримала свої перші нагороди у номінації «Найкращий поп / вокальний альбом» (Short n’ Sweet) та «Найкраще сольне поп-виконання» (Espresso).